# Igor Nikolajewitsch Markin

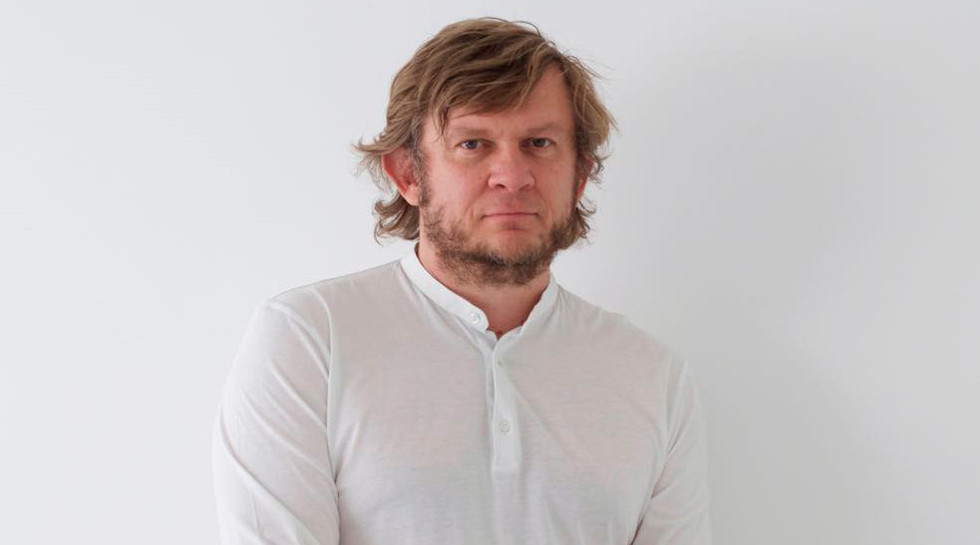
Igor Markin (2016)

Igor Nikolajewitsch Markin (russisch Игорь Николаевич Маркин; * 1967 in Moskau) ist ein russischer Unternehmer und Kunstsammler, der zu den 50 einflussreichsten Persönlichkeiten der russischen Kunstszene zählt.

## Leben
Igor Markin studierte Funktechnik am Moskauer Elektrotechnischen Institut für Fernmeldewesen. Nachdem er den Ingenieurberuf in den 90er Jahren erlernt hatte, arbeitete er einige Monate an einem Forschungsinstitut. Aber später beschloss er, seinen Beruf zu wechseln. Im Jahre 1993 gründete er zusammen mit seinem ehemaligen Studienkollegen Konstantin Prokofjew (russisch Константин Прокофьев) seine Unternehmensgruppe unter dem Namen „PROMA“ (heute „PROPLEX“), die er in den folgenden Jahren zum Marktführer in russischer Fensterprofilherstellung machte. Igor Markin wurde sogar der Plastekönig von Moskau genannt. Er ist inzwischen ein leidenschaftlicher Sammler moderner Kunst und hat in der russischen Hauptstadt ein Museum dafür gebaut, wo rund 1000 Werke von russischen Malern zu sehen sind. Igor Markin ist geschieden und hat vier Kinder.